# 포인터 (개 품종)

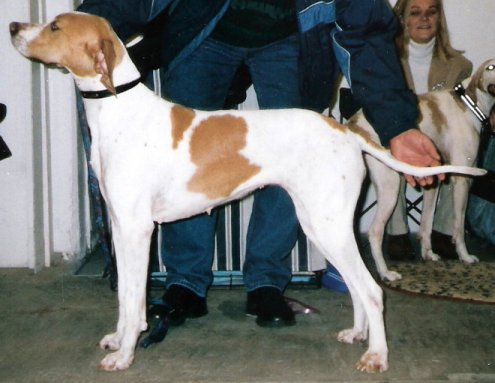

포인터(Pointer) 또는 잉글리시 포인터(English Pointer)는 잉글랜드에서 개발된 중형 포인터 (개) 개 품종이다. 포인터는 사냥꾼을 위한 사냥감을 찾는 데 사용되며 총잡이 애호가들은 해당 유형의 가장 훌륭한 품종 중 하나로 간주한다. 그러나 대부분의 다른 사냥 품종과 달리 이 사냥의 목적은 사냥감을 회수하는 것이 아니라 가리키는 것이다.
대중적인 믿음은 포인터가 18세기 초 귀국하는 군인들과 함께 스페인에서 영국으로 가져온 올드 스패니시 포인터의 후손이라는 것이다. 영국에 도착한 후, 품종의 사냥 능력을 향상시키기 위해 현지 개 품종과 교배되었다.

## 설명

### 모습
포인터는 지구력과 속도 모두를 위해 만들어진 중형 운동견이다. 이것들은 일반적으로 53~71cm(21~28인치) 사이에 서 있으며 암캐는 개보다 짧다. 더 케넬 클럽의 품종 표준에 따르면 개는 64~69cm(25~27인치), 암캐는 61~66cm(24~26인치)가 되어야 한다. 품종의 무게는 일반적으로 20~34kg(45~75lb)이며, 개는 25~34kg(55~75lb), 암캐는 20~29kg(45~65lb)이다. 포인터는 약간 움푹 패인 얼굴과 높은 코, 솟아오른 눈썹, 넓은 콧구멍을 가진 매우 독특한 머리를 가지고 있다. 귀는 늘어져 얼굴 가까이에 놓여 있으며 높이 자리잡고 있으며 중간 크기이며 약간 뾰족하다. 품종 표준에 따르면 길고 근육질이며 약간 아치형의 목을 가지고 있다고 설명한다. 길고 경사진 어깨는 편안하게 누워있다. 마음이 넉넉할 만큼 넓은 가슴, 곧고 단단한 앞다리와 좋은 뼈대, 근육질의 뒷부분, 타원형 발, 뿌리 부분이 두꺼운 중간 길이의 꼬리가 있다. 이것들의 털은 짧고, 가늘고, 단단하고, 매끄러우며 고르게 분포되어 있다. 이 개들은 일반적으로 레몬, 오렌지, 적갈색 또는 검은 색 패치가 있는 흰색의 이중 색상이며, 드물게 삼색 및 자체 색상의 개도 알려져 있다. 포인터의 짧고 가는 털은 이 품종이 여름철 뇌조 습지에서 일하는 데 매우 적합하지만 특히 습하고 추운 날씨에 추위를 느끼기 쉽다.
19세기 포인터 이미지와 비교할 때 현대 품종은 그레이하운드 혈통을 포함하여 훨씬 더 미세한 개이다. 많은 영국 건독 품종과 마찬가지로 현장 작업을 목적으로 사육된 포인터와 좁은 가슴, 과장된 얼굴 특징, 곧은 어깨, 덜 자연스러운 움직임과 같은 품종의 특정 특징을 강조하는 형태 쇼를 위해 사육된 포인터 사이에 뚜렷한 차이가 나타났다. 총잡이로 사용하기 위해 자란 것보다 근육이 적다.